# Kimle, Győr-Moson-Sopron
Kimle  este un sat în districtul Mosonmagyaróvár, județul Győr-Moson-Sopron, Ungaria, având o populație de 2.319 locuitori (2011). 

## Demografie
Componența etnică a satului Kimle
     Maghiari (75,6%)
     Croați (12,54%)
     Germani (10,97%)
     Necunoscut (0,32%)
     Alții (0,56%)
Componența confesională a satului Kimle
     Romano-catolici (62,74%)
     Fără religie (4,7%)
     Necunoscută (30,62%)
     Alte religii (2,72%)
Conform recensământului din 2011, satul Kimle avea 2.319 locuitori. Din punct de vedere etnic, majoritatea locuitorilor (75,6%) erau maghiari, existând și minorități de croați (12,54%) și germani (10,97%). Apartenența etnică nu este cunoscută în cazul a 0,32% din locuitori.  Din punct de vedere confesional, majoritatea locuitorilor (62,74%) erau romano-catolici, cu o minoritate de persoane fără religie (4,7%). Pentru 30,62% din locuitori nu este cunoscută apartenența confesională.